# Cerros de Lo Aguirre
Cerros de Lo Aguirre är en bergskedja i Chile.   Den ligger i regionen Región Metropolitana de Santiago, i den södra delen av landet, 17 km väster om huvudstaden Santiago de Chile.
Runt Cerros de Lo Aguirre är det i huvudsak tätbebyggt. Runt Cerros de Lo Aguirre är det tätbefolkat, med 709 invånare per kvadratkilometer.